# Ozero Osmota
Ozero Osmota (ryska: Озеро Осмота) är en sjö i Belarus.   Den ligger i voblasten Vitsebsks voblast, i den norra delen av landet, 240 km nordost om huvudstaden Minsk. Ozero Osmota ligger 141 meter över havet. Arean är 0,80 kvadratkilometer. Den sträcker sig 1,9 kilometer i nord-sydlig riktning, och 1,6 kilometer i öst-västlig riktning.
I omgivningarna runt Ozero Osmota växer i huvudsak blandskog. Runt Ozero Osmota är det glesbefolkat, med 10 invånare per kvadratkilometer.